# پاریناکوتا
پاریناکوتا (به اسپانیایی: Provincia de Parinacota) یک استان در شیلی است که در منطقه آریکا و پاریناکوتا واقع شده‌است. پاریناکوتا ۸٬۱۴۶٫۹ کیلومترمربع مساحت و ۳٬۱۵۶ نفر جمعیت دارد.